# Сейсмічність Північної Кореї
Сейсмічність КНДР — характеризується відносно помірною інтенсивністю та сейсмічною активністю. 

## Загальна характеристика
Північна частина Корейського півострову, де розташована КНДР, перебуває в зоні переходу від Азійського континенту до Тихого океану, характеризується високою сейсмічною активністю. Найбільше число землетрусів відбувається в південній частині і вздовж західного узбережжя Корейського півострову. Землетруси на півдні і заході півострова, а також в акваторії Жовтого моря мають вогнища неглибокого корового залягання, а вогнища північно-східного узбережжя — глибоке (450-650 км), підкорове залягання. Однак, неодноразові землетруси в Північній Кореї зумовлюються ядерними випробуваннями на ядерному полігоні Пунгері та мають цілком техногенний характер.

## Землетруси у минулі століття
Відомості про землетруси на Корейському півострові збереглися за матеріалами літописів, а в пізніший період — за інструментальними даними  майже за 2 тис. років. Виходячи з цих даних, на території Кореї, з 2 року н. е. по 1912 рік, сталося 2292, а в 1913-38 роках було зафіксовано 208 землетрусів. 

## Землетруси XXІ століття

### 2017
3 вересня, в Північній Кореї було зафіксовано помірний (за шкалою інтенсивності МSK-64) землетрус магнітудою 5,6 балів (за шкалою Ріхтера). Міністерство оборони Південної Кореї заявило, що землетрус був штучного походження і міг бути викликаний ядерним випробуванням.
23 вересня, в районі північнокорейського полігону Пунгері, зафіксовано новий землетрус з епіцентром поблизу поверхні Землі. За повідомленням китайської інформаційної агенції Сіньхуа, така глибина (оцінюється сейсмологами як 0 км) не є властивою для природних землетрусів, через що китайські науковці зробили припущення, що землетрус мав штучну природу.

### 2022
11 лютого, о 03:35:26 (за місцевим часом), на території КНДР стався відчутний (за шкалою інтенсивності МSK-64) землетрус магнітудою 3,7 балів (за шкалою Ріхтера). За даними Головного центру спеціального контролю ДКАУ, епіцентр землетрусу знаходився поблизу ядерного полігону Пунгері (КНДР), гіпоцентр землетрусу залягав на глибині 15 км.
В районі Кільджу, провінція Північний Хамгьон, де розташований ядерний полігон Пунгер, КНДР провела шість ядерних випробувань. Протягом 2022 року в цьому районі сталося вісім природних землетрусів.

### 2023
13 серпня, о 07:55 (за місцевим часом), поряд з ядерним полігоном Пунгері сталися два ледве відчутні (за шкалою інтенсивності МSK-64) природні землетруси. Згідно повідомлення агентства Yonhap News, з посиланням на державне метеорологічне агентство Південної Кореї, перший землетрус магнітудою 2,7 балів (за шкалою Ріхтера) стався приблизно за 40 км на північний захід від Кілджу, провінція Північна провінція Хамгьон. Другий землетрус магнітудою 2,3 балів за шкалою Ріхтера стався за 42 км на північний захід від Кілджу. Епіцентр першого землетрусу знаходився на глибині 15 км, тоді як епіцентр другого землетрусу — на глибині 5 км. Повідомлень про пошкодження внаслідок землетрусів не надходило.

### 2024
11 січня, о 7 годині вечора (за місцевим часом), поряд з ядерним полігоном Пунгері було зафіксовано землетрус магнітудою 2,4 балів за шкалою Ріхтера. Сейсмологічна активність фіксувалася на території, розташованій за 41 км на північний захід від міста Кільчжу, його гіпоцентр залягав на глибині 20 км. За повідомленням інформаційного агентства Yonhap, з посиланням на державне метеорологічне агентство, причина землетрусу залишається невідомою.